# Nuno Fisher Lopes Pires
Le général Nuno Manuel Guimarães Fisher Lopes Pires (né le 17 février 1930 à Santarém) est un militaire et homme politique portugais, membre de la Junta de Salvação Nacional.
Durant la révolution, il a élaboré, sur les conseils du Major Melo Antunes, le programme du mouvement des forces armées. Il était également chargé de rédiger et d'annoncer les communiqués officiels à la Radio Clube.